# Ulica Nowohucka w Krakowie
Ulica Nowohucka – ulica w Krakowie, przebiegająca przez dzielnicę XIII Podgórze i dzielnicę XIV Czyżyny. 
Po wybudowaniu Trasy Ciepłowniczej fragment ulicy Nowohuckiej od ul. Stella-Sawickiego do mostu Nowohuckiego w Łęgu będzie stanowił część tzw. III obwodnicy miasta. Ulica jest oznaczona jako droga wojewódzka nr 776. Na styku z al. Powstańców Wielkopolskich znajduje się estakada drogowa im. Jacka Kaczmarskiego.
W bliskim otoczeniu ulicy mieszczą się: MPO Kraków, centrum handlowe M1, studio TVP Kraków, hurtownia Selgros oraz Elektrociepłownia Kraków.
Ulica wytyczona została w 1965 roku i wtedy też otrzymała obecną nazwę.

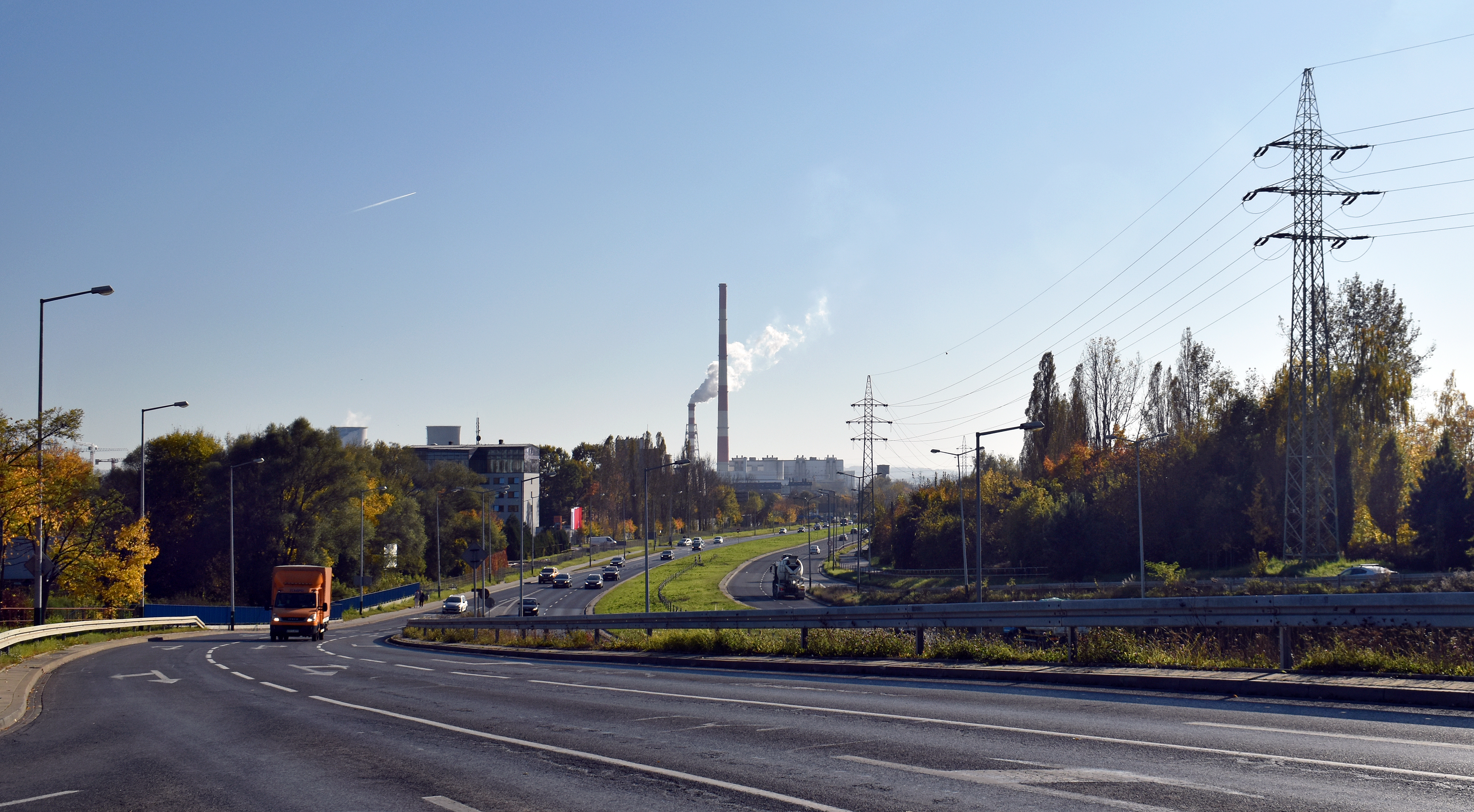
Widok na południe z al. Jana Pawła II